# Columbus (Texas)
Columbus település az Amerikai Egyesült Államok Texas államában, Colorado megyében, melynek megyeszékhelye is. Lakosainak száma 3699 fő (2020. április 1.).

## Népesség
A település népességének változása:

| 2010 | 3 655 |
| 2020 | 3 699 |